# Battaglia di Castione
La battaglia di Castione ebbe luogo il 6 luglio 1449 ed oppose l'esercito di Uri a quello della Repubblica Ambrosiana, capitanato da Giovanni della Noce.

## Storia
Gli urani erano accorsi in aiuto dell'alleato Franchino Rusca (signore di Locarno), in quel periodo schierato contro i milanesi e desideroso di riprendersi i possedimenti (in particolar modo il Luganese) perduti un decennio prima a causa di una decisione di Filippo Maria Visconti nel 1438. Per evitare di essere massacrati gli urani si videro costretti a ripiegare verso la Val Mesolcina (a sua volta alleata ai confederati), abbandonando la Riviera.
La sconfitta degli urani, che seguiva di venticinque anni quella già subita ad Arbedo, bloccava momentaneamente ogni possibilità svizzera di espansione verso sud e liberava Bellinzona dall'accerchiamento confederato. Secondo fonti storiche piuttosto attendibili, lo scontro fu di secondaria importanza e non ebbe grosse ripercussioni sui rapporti tra i due contendenti (l'anno successivo, per esempio, gli svizzeri si videro rinnovare l'esenzione del pagamento dei dazi sulle strade in direzione di Milano).